# Sascha Fahrngruber
Sascha Fahrngruber (* 14. Mai 1989 in Scheibbs) ist ein österreichischer Fußballspieler.

## Karriere
Fahrngruber begann seine Karriere beim FCU Frankenfels. 2003 kam er in die AKA St. Pölten. 2007 wechselte er zum Regionalligisten SC Zwettl. Sein Debüt in der Regionalliga gab er im August 2007, als er am ersten Spieltag der Saison 2007/08 gegen den ASK Baumgarten in der Startelf stand und in der 85. Minute durch Martin Reif ersetzt wurde.
Zur Saison 2008/09 wechselte er zum Ligakonkurrenten FC Waidhofen/Ybbs. 2010 konnte er mit Waidhofen Meister der Regionalliga Ost werden. 2011 wechselte er zum Zweitligisten SKN St. Pölten. Sein Debüt in der zweiten Liga gab er im Juli 2011, als er am ersten Spieltag der Saison 2011/12 gegen den Wolfsberger AC in der Startelf stand.
Nach einem halben Jahr beim SKN wechselte er im Jänner 2012 zum Regionalligisten SKU Amstetten. Mit Amstetten stieg er 2018 in die 2. Liga auf. In den sechseinhalb Saisonen in der Regionalliga absolvierte Fahrngruber 176 Spiele, in denen er zwei Tore erzielen konnte. Nach der Saison 2018/19 verließ er Amstetten und wechselte zum Ligakonkurrenten SK Vorwärts Steyr. Für die Oberösterreicher absolvierte er in zwei Spielzeiten 49 Zweitligapartien, in denen er ein Tor erzielte.
Nach der Saison 2020/21 beendete er seine Profikarriere. Im Februar 2022 kehrte er zu seinem achtklassigen Heimatverein Frankenfels/Schwarzenbach zurück.